# Ilse Voigt (Filmeditorin)
Ilse Voigt (* 7. März 1917 im Deutschen Reich; † nach 1972) war eine deutsche Filmeditorin.

## Leben
Ab 1941 war Ilse Voigt für mehrere Produktionen der Tobis tätig. Nach dem Zweiten Weltkrieg setzte sie ihre Laufbahn zwischen 1948 und 1950 bei der in der sowjetischen Besatzungszone neu gegründeten DEFA fort. Zwischen 1951 und 1962 war sie für zahlreiche Filmproduktionen in der Bundesrepublik tätig. Zuletzt schnitt sie 1972 einige Episoden der ARD-Serie Fußballtrainer Wulff.

## Filmografie (Auswahl)
- 1941: Ins Grab kann man nichts mitnehmen
- 1941: Ein Windstoß
- 1942: Meine Freundin Josefine
- 1943: Kohlhiesels Töchter
- 1943: Ich werde dich auf Händen tragen
- 1944: Meine vier Jungens
- 1944/50: Glück muß man haben
- 1945: Die Jahre vergehen
- 1948: 1-2-3 Corona
- 1949: Die Buntkarierten
- 1950: Familie Benthin
- 1950: Der Rat der Götter
- 1951: Heidelberger Romanze
- 1952: Fritz und Friederike
- 1952: Drei Tage Angst
- 1953: Christina
- 1953: Käpt’n Bay-Bay
- 1954: Die Mücke
- 1954: Der Mann meines Lebens
- 1954: Canaris
- 1955: Oberwachtmeister Borck
- 1955: Urlaub auf Ehrenwort
- 1956: … wie einst Lili Marleen
- 1956: Drei Birken auf der Heide
- 1957: Jede Nacht in einem anderen Bett
- 1958: Solang’ noch untern Linden
- 1958: Der lachende Vagabund
- 1959: Das Totenschiff
- 1959: Die Pamir
- 1960: … und noch frech dazu!
- 1960: Der wahre Jakob
- 1961: Robert und Bertram
- 1962: Die kleinen Füchse
- 1972: Fußballtrainer Wulff (Fernsehserie)